# Cloche à fromage
Pour les articles homonymes, voir Cloche (homonymie).

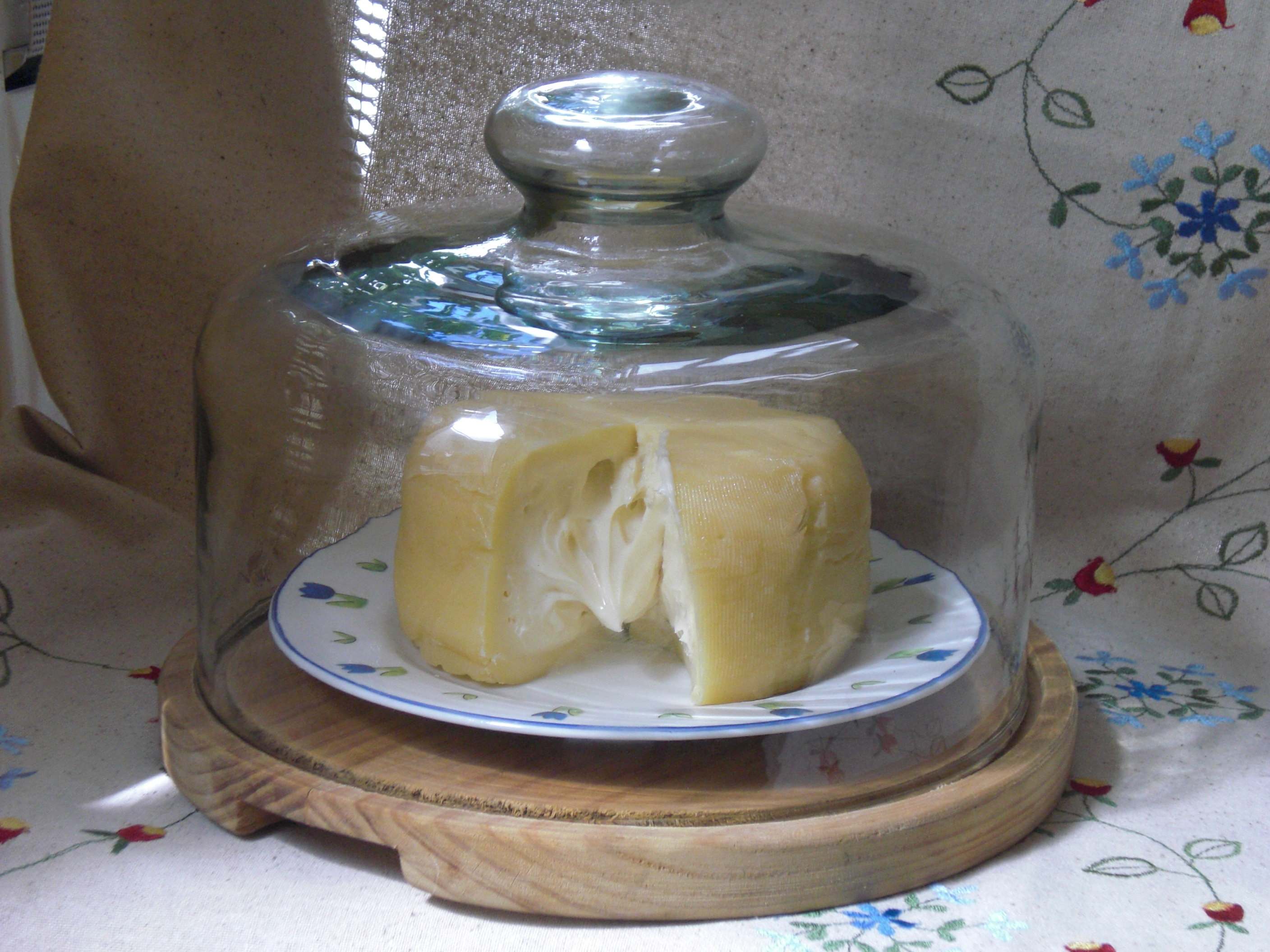
Cloche à fromage

Une cloche à fromage est un objet du quotidien. Traditionnellement, de verre, la cloche à fromage peut également être en plastique. 
Elle a deux utilités :
- le couvercle de verre sous lequel on place le fromage pour l'empêcher de se dessécher ou le maintenir à température ambiante .
- le modèle particulier pour isoler les fromages du reste des aliments contenus dans un réfrigérateur.